# Verharde wegen van Oostelijk Haren
De Verharde wegen van Oostelijk Haren is een voormalig wegwaterschap in de provincie Groningen, dat een beheersgebied had van 860 hectare.
Het schap is opgericht in 1915 en had als taak het verharden en onderhouden van vijf wegen aan de oostzijde van de Hondsrug in Haren. Het werd in 1947 opgeheven, zonder het noemen van een rechtsopvolger. Er mag echter van worden uitgegaan dat dit de gemeente is.